# Eurynogaster spiniger
Eurynogaster spiniger är en tvåvingeart som först beskrevs av Grimshaw 1901.  Eurynogaster spiniger ingår i släktet Eurynogaster och familjen styltflugor. Inga underarter finns listade i Catalogue of Life.